# Vjatsjeslav Nevinny

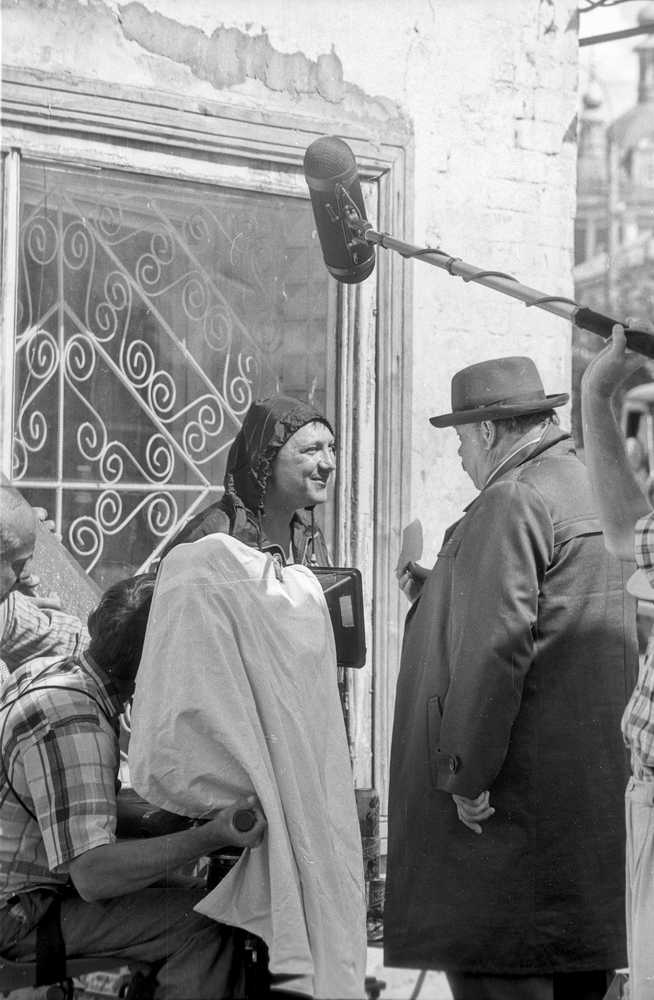
Vjatsjeslav Nevinny in 1997

Vjatsjeslav Michajlovitsj Nevinny (Russisch: Вячеслав Михайлович Невинный) (Toela, 30 november 1934 - Moskou, 31 mei 2009) was een Russisch acteur. Hij werd in 1986 uitgeroepen tot kunstenaar van het volk van de Sovjet-Unie. Van 1959 tot bij zijn dood was hij werkzaam bij het Moskouse Kunsttheater. Hij overleed in mei 2009 aan de gevolgen van diabetes.

## Filmografie
- Gasten van de Toekomst
- Opgelet voor de Wagen
- De Garage

### Animatie
- Egel in de Mist
- De Katjes van de Lizoekovstraat

- Gemeinsame Normdatei: 1051750954
- International Standard Name Identifier: 0000 0000 4552 1249
- Library of Congress Control Number: no98122087
- Virtual International Authority File: 14396080
- WorldCat: E39PBJjCV8MhJKfHvwR4GxYQMP